# Brett Brown
Pour les articles homonymes, voir Brown.
Brett Brown, né le 16 février 1961, est un entraîneur américain de basket-ball. Il a notamment opéré à la tête des 76ers de Philadelphie pendant 7 saisons, au sein de "The Process", aux côtés de Joel Embiid et Ben Simmons.

## Carrière d'entraîneur

### National Basketball League
En 1988, après un passage d’entraîneur en Nouvelle-Zélande avec Altos Auckland, Brown a fait un appel à l’entraîneur des Tigers de Melbourne, Lindsay Gaze, menant finalement à une offre d’emploi. Il a été entraîneur adjoint des Tigers jusqu’en 1993, année où il est devenu entraîneur principal des North Melbourne Giants. Brown a été nommé entraîneur NBL de l’année en 1994, quand il a mené les Giants à un titre contre les Adelaide 36ers. Il a été entraîneur principal des Giants jusqu’en 1998, avant de prendre un emploi aux Spurs de San Antonio. Après son passage avec les Spurs, Brown a entraîné les Sydney Kings de 2000 à 2002. Dans l’ensemble, il a été entraîneur principal de 278 matchs de NBL, remportant 54% de ses matchs.

### Spurs de San Antonio (2009-2013)
Après avoir participé à un camp d'entraînement dirigé par Brown et Andrew Gaze, le manager général des Spurs de San Antonio, R. C. Buford, a embauché Brown comme membre du service des opérations de basket des Spurs pour la saison du lock-out 1998-1999. En 2002, après un passage avec les Sydney Kings, il a de nouveau pris position avec les Spurs, cette fois en tant que directeur du développement des joueurs de l’équipe. Buford lui attribue le mérite d’avoir concentré son attention sur les joueurs moins connus de l’équipe, créant ainsi un banc toujours plus solide; cette philosophie continuerait de profiter aux Spurs, même après que Brown ait quitté son rôle. Il a été promu entraîneur adjoint en septembre 2007, sous la direction de l’entraîneur Gregg Popovich. Brown incorporera plus tard de nombreux concepts de Popovich dans son propre système offensif. Il a joué un rôle majeur dans la signature du meneur australien Patty Mills, qui a joué sous ses ordres pour l’équipe nationale australienne.

### 76ers de Philadelphie (2013-2020)
Au cours l'intersaison 2013 de la NBA, Brown est devenu l'entraîneur principal des 76ers de Philadelphie. Il a hérité d’une équipe en reconstruction totale, surnommée "The Process", dirigée par le nouveau manager général Sam Hinkie. Sa nomination fait de lui le 24e entraîneur de l’histoire de la franchise et le deuxième à être entraîneur principal dans la NBL et la NBA, après Mike Dunlap. Les 76ers ont été la plus jeune équipe de la ligue au cours de la première année de Brown, et l’une des plus jeunes de tous les temps. Au cours de la deuxième moitié de la saison 2013-2014, les 76ers ont perdu 26 matchs de suite, égalant le record de la plus longue série de défaites de la NBA. Le meneur des 76ers, Michael Carter-Williams a remporté le titre de rookie de l’année en 2014 et a félicité Brown de l’avoir aidé à remporter le titre et à grandir en tant que joueur.
Le 11 décembre 2015, les 76ers ont signé une prolongation de contrat avec Brown. Le 31 mai 2018, les 76ers ont signé une autre prolongation de contrat avec Brown, après leur première participation aux playoffs depuis 2012. Le 7 juin 2018, Brown a été nommé manager général par intérim après la démission de Bryan Colangelo à la suite d’un scandale dans les réseaux sociaux, où il a critiqué les membres de l’équipe.
Lors de la saison 2019-2020, il emmène les 76ers en playoffs à la 6e de la conférence Est contre les Celtics de Boston. Néanmoins, au regard de l'effectif à fort potentiel et des attentes en début de saison, son équipe est éliminée en quatre matchs et Brown est renvoyé à la suite de l'élimination.

### Équipe nationale d'Australie
Brown a été entraîneur adjoint de l’équipe nationale australienne de 1995 à 2003, durant les Championnats du monde FIBA de 1998 et les Jeux olympiques d’été de 1996 et 2000. Il a été embauché en 2009 comme entraîneur principal de l’équipe et a occupé ce poste jusqu’en 2012. Sous Brown, l’Australie a terminé 10e du Championnat du monde FIBA 2010. Aux Jeux olympiques d’été de 2012, il a mené l’Australie en quart de finale, où ils ont été éliminés par l’équipe des États-Unis, qui a remporté le tournoi.
Le 27 novembre 2019, Brown est retourné à son poste au sein de l’équipe nationale d’Australie, en remplacement d’Andrej Lemanis. Cependant, il donne sa démission à la fédération australienne le 13 octobre 2020, ne souhaitant plus être l'entraîneur de la sélection nationale.

## Palmarès
- Champion d'Océanie en 2011
- Vainqueur de la National Basketball League en 1994
- Meilleur entraîneur de la National Basketball League en 1994

## Statistiques
| Participation en playoffs |

| Équipe       | Année     | Saison régulière | Saison régulière | Saison régulière | Saison régulière          | Playoffs  | Playoffs | Playoffs | Playoffs                                                           |
| Équipe       | Année     | Victoires        | Défaites         | %                | Classement                | Victoires | Défaites | %        | Résultat                                                           |
| ------------ | --------- | ---------------- | ---------------- | ---------------- | ------------------------- | --------- | -------- | -------- | ------------------------------------------------------------------ |
| Philadelphie | 2013-2014 | 19               | 63               | 23,2             | 5e en division Atlantique | -         | -        | -        | Pas de playoffs                                                    |
| Philadelphie | 2014-2015 | 18               | 64               | 22,0             | 4e en division Atlantique | -         | -        | -        | Pas de playoffs                                                    |
| Philadelphie | 2015-2016 | 10               | 72               | 12,2             | 5e en division Atlantique | -         | -        | -        | Pas de playoffs                                                    |
| Philadelphie | 2016-2017 | 28               | 54               | 34,1             | 4e en division Atlantique | -         | -        | -        | Pas de playoffs                                                    |
| Philadelphie | 2017-2018 | 52               | 30               | 63,4             | 3e en division Atlantique | 5         | 5        | 50,0     | Défaite contre les Celtics de Boston en demi-finale de Conférence  |
| Philadelphie | 2018-2019 | 51               | 31               | 62,2             | 2e en division Atlantique | 7         | 5        | 58,3     | Défaite contre les Raptors de Toronto en demi-finale de Conférence |
| Philadelphie | 2019-2020 | 43               | 30               | 58,9             | 4e en division Atlantique | 0         | 4        | 0        | Défaite contre les Celtics de Boston au premier tour               |
| Total        | Total     | 221              | 344              | 39,1             |                           | 12        | 14       | 46,1     |                                                                    |